# 克拉薩維察湖
60°24′46″N 29°6′37″E / 60.41278°N 29.11028°E
克拉薩維察湖（俄语：Красавица），是俄羅斯的湖泊，位於該國西北部，由列寧格勒州負責管轄，面積5.7平方公里，海拔高度14米，集水區面積295平方公里。